# Ruzan Alaverdyan

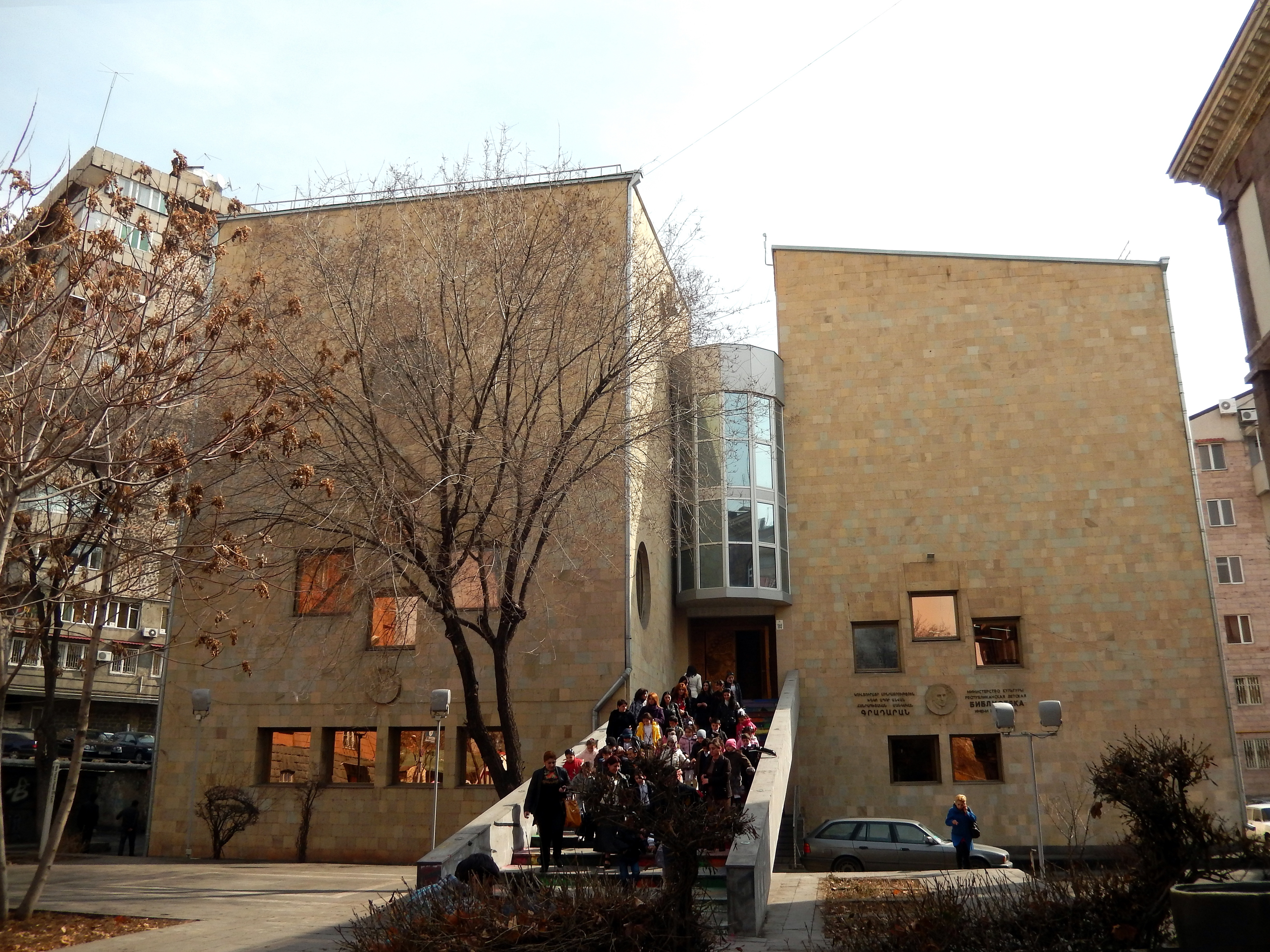
Biblioteca Nacional Infantil

Ruzan Alaverdyan (Ereván, 25 de enero de 1946 – Ereván, 27 de diciembre de 2017) fue una arquitecta armenia

## Primeros años
Fue hija del arquitecto Razmik Alaverdyan.
Egresó de la Universidad Estatal de Ereván, en 1970, como arquitecta.

## Trayectoria
Entre 1970-1995 trabajó en el Instituto de Proyectos-Ereván (Երեւան նախագիծ). Entre 2000-2016 fue viceministra de Desarrollo Urbano de la República de Armenia. En 2016 fue relevada del cargo, por el Primer Ministro

## Obras
Coautora de:
- Biblioteca Infantil Jnkó Aber (Khnko Aper) (Խնկո Ապեր) 1978. (Primera biblioteca infantil del mundo). Premio HLCM (Premio para jóvenes artistas soviéticos) 1981
- Edificio del Instituto de Proyectos de terrenos estatales 1976
- Edificio del Museo de Geología Armenia 1988
- Después del terremoto de Gyumrí de 1988, los proyectos de planificación y construcción de la región de Marmashén, y del barrio habitacional que construyó la Cruz Roja de Estados Unidos 1999-2001[2]

## Reconocimientos
- Mejor construcción del año, laureada en la reunión arquitectónica internacional 1995
- Medalla del 2.º orden “Por los servicios prestados a la Patria”, 2013[3]
- Medalla del Primer Ministro de la República de Armenia,  2012